# Adelphotectonica nomotoi
Adelphotectonica nomotoi är en snäckart som först beskrevs av Kosuge 1979.  Adelphotectonica nomotoi ingår i släktet Adelphotectonica och familjen Architectonicidae. Inga underarter finns listade i Catalogue of Life.